# Роскилле-фьорд

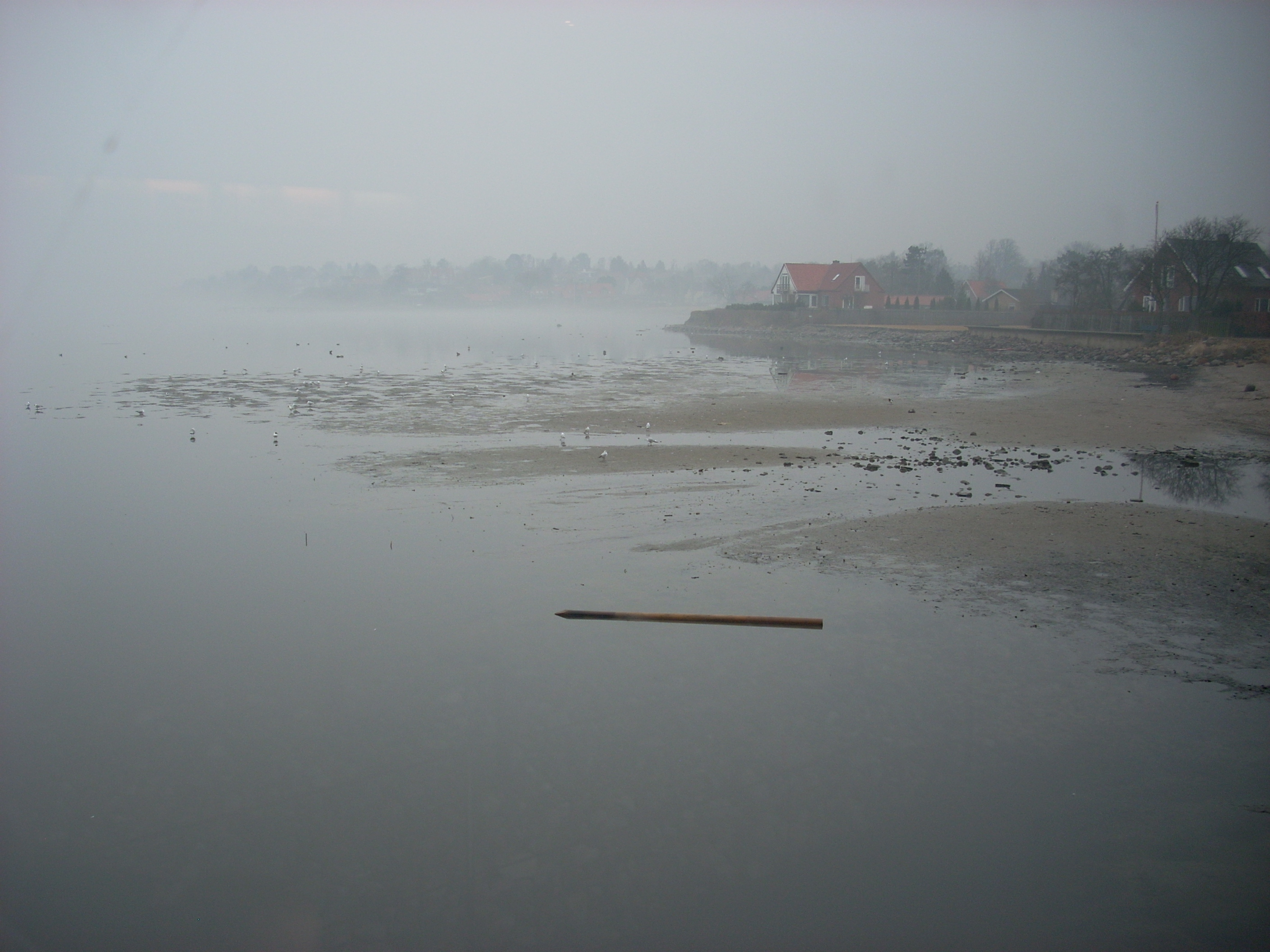

Роскилле-фьорд (дат. Roskilde-Fjord) — фьорд, находящийся на севере датского острова Зеландия.
Роскилле-фьорд протянулся на севере от Исе-фьорда, выходящего в пролив Каттегат, и до города Роскилле на юге. Помимо Роскилле, на его берегах расположены города Фредерикссунн, Фредериксверк, Эльстед и Хуннестед. В его наиболее мелком месте было обнаружено корабельное кладбище Скуделёв, оставшееся от времён викингов и относящееся к XI столетию.
В 1717 году датскими солдатами и попавшими к ним в плен во время Северной войны шведами был построен канал, соединяющий с тех пор Роскилле-фьорд с крупнейшим озером Дании, Арресё.